# OFC Charleville
OFC Charleville – francuski klub piłkarski z siedzibą w Charleville-Mézières. 

## Historia
Olympique Football Club Charleville-Mézières został założony w 1904 roku jako Club Ardennais. W 1927 roku klub zmienił nazwę na Football Club de Charleville. W 1932 roku klub połączył się z Olympique de Charleville tworząc Football Club Olympique Charleville. W 1935 roku Charleville uzyskał status zawodowy i przystąpił do rozgrywek Division 2, w których występował do wybuchu wojny. W 1936 roku klub osiągnął największy sukces w historii docierając do finału Pucharu Francji, w którym uległ Racingowi Paryż 0-1. 
Po wojnie przez wiele lat klub występował w niższych klasach rozgrywkowych. W 1985 roku klub awansował do Division 3. W 1992 roku klub po ponad półwiecznej przerwie powrócił do Division 2. Pobyt na zapleczu francuskiej ekstraklasy trwał pięć lat. Po spadku klub popadł w kłopoty finansowe i pod koniec 1997 wycofał się z rozgrywek. Klub zmienił nazwę na obecną OFC Charleville i przystąpił do rozgrywek Division Honneur (VI liga), w których występuje do chwili obecnej.

## Sukcesy
- finał Pucharu Francji: 1936.
- mistrzostwo Division 3: 1992.
- 9 sezonów w Division 2: 1935-1939, 1992-1997.

## Reprezentanci kraju grający w klubie
| - Julien Darui - Helenio Herrera | - Roger Marche |